# 교남학교
교남학교는 서울특별시 강서구에 소재하는 사립 특수학교이다. 정신지체 학생 학생을 위한 교육환경을 만들기 위해 유치원, 초등학교, 중학교 고등학교 과정이 통합된 형태의 학교이다. 학교 설립 목적은 그리스도의 정신에 따라 정신지체 학생들에게 유치원, 초등학교, 중학교, 고등학교 과정별로 정신지체 학생의 특성과 능력에 맞는 교육을 실시하여 장애극복 의지를 길러주고 잠재능력을 개발함으로써 사회적응능력을 신장시켜 의미 있는 사회인으로서의 삶을 영위할 수 있도록 하기 위함이다.

## 연혁
- 1983. 01. 25. : 교남복지학교로 설립인가
- 1984. 02. 01. : 초대 임문기 취임(제1대)
- 1988. 07. 06. : 교남학교로 교명변경(4학급)
- 1991. 12. 23 학칙변경(고등부,저학년 3학급 인가)
- 2000. 05. 24 교사신축(2092.08m' : 632.65명)
- 2003. 12. 30 소강당 및 식당 완공
- 2005. 08. 18 전공가 1학년 1학급 설치인가
- 2009. 03. 21 제11회 입학식(초등 18명, 중등 42명, 고등 12명)
- 2013. 07. 30. 옥상펜스설치공사(하늘 놀이터)
- 2016. 08. 22 학부모 대기실 및 놀이실 리모델링
- 2019. 03. 04 제12회 입학식(초등 24명, 중등 20명, 고등 96명)
- 2020. 12. 21 게임과 2학년 2학급 설치인가
- 2021. 03. 01 제9회 김미정 교장취임(2021년도 새로운 교장취임)